# Vårfluer
Vårfluer (Trichoptera; (gr.: θριχ trich = "hår"; πτερον pteron = "vinge") er en orden af insekter med akvatiske larver og terrestriske voksne. Næsten alle kendte arter tilbringer larvestadiet i vand medens de voksne individer er terrestriske. 
Der er cirka 14.500 beskrevne arter, heraf omtrent 164 i Danmark. De fleste arter kan opdeles i underordenerne Integripalpia og Annulipalpia på basis af de voksne munddele. Integripalpiske larver konstruerer et transportabelt hus, et rør opbygget fortrinsvis af plantedele, for at kunne beskytte sig selv, når de bevæger sig rundt og leder efter føde, mens larverne fra Annulipalperne har et fast tilflugtssted, hvor de forbliver og venter på, at der kommer mad til dem. 

## Beskrivelse
Vårfluer er let genkendelige.
Voksne vårfluer er for det meste brunlige, natsværmerlignende dyr der ofte beskrives som kedelige i farverne. Der findes også enkelte grå og sorte arter. De fleste vårfluer er nataktive og tiltrækkes af lys – og kan også ses langt fra vand. De voksne vårfluer kan måle fra en halv til seks centimeter.
Normalt er der to par ret spinkle vinger dækket af små fine hår. Bagvingerne er generelt mindre hårede og derfor mere gennemsigtige end forvingerne. I hvilestilling holdes vingerne tagstillede over bagkroppen som et "A", nøjagtigt som hos natsværmere. Vårfluer har ingen haletråde. De tynde følehorn, der ofte er lige så lange som forvingerne, holdes i hvile fremstrakt foran insektet.
De robuste og lodne vårfluer, med deres lange antenner og noget klodsede flugt i luften, giver indtryk af at være primitive insekter. Dette er dog en misforståelse, da vårfluerne tilhører en mere udviklet gruppe insekter med såkaldt fuldstændig forvandling. Vårfluerne er som gruppe betragtet blandt de yngste insekter, da de "kun" er omkring 140-180 millioner år gamle.
De ældste arter, som ikke helt så ud som de nulevende, er fundet i form af forsteninger i Nordamerika og Rusland. Mere avancerede former er siden registreret i Australien, England og Tyskland.

## Levevis
Vårfluerne har med tiden tilpasset sig et rigt udvalg af levesteder, men de fleste arter holder til i strømmende, kølige vandløb med stenbund.
Livscyklus hos vårfluerne er som følger: æg → larve → puppe → voksent insekt.
Denne livscyklus er ofte etårig. Det kan være æggene, der overvintrer, men ofte er det larven, som tilbringer vintermånederne i vandet. Vårfluerne har samme livscyklus som eksempelvis sommerfugle og møl. Disse insekter har således fuldstændig forvandling. Dette er til forskel fra eksempelvis døgnfluerne, der ikke har et puppestadie. Man siger derfor, at disse insekter har en "ufuldstændig forvandling".
Det mest bemærkelsesværdige ved vårfluerne er nok, at flere arter bygger huse i larvestadiet. Huset yder larven god beskyttelse, og da det er opbygget af småsten, pinde og andet bundmateriale, er vårfluerne godt camoufleret.

## Larve
Vårfluer er bedst kendt for de bærbare huse deres larver skaber. Sådanne huse bygges af larverne i de tredive familier i underordenen Integripalpia. Husene giver beskyttelse til larverne, når de bevæger sig rundt for at leve efter føde under vandet. Larverne spiser detritus, dødt vegetabilsk organisk materiale, for en stor del bladfragmenter, der har en tendens til at samle sig i fordybninger, i langsomt bevægende dele af vandløb og bag sten og trærødder. 
Huset, der omgiver larven, er en rørformet struktur lavet af silke, udskilt fra spytkirtler nær mundingen af larven. Byggeriet af konstruktionen startes kort efter, at ægget klækkes. Forskellige forstærkninger kan være inkorporeret i dens struktur, materialernes art og design afhængigt af larvens genetiske sammensætning; dette betyder, at man ud fra hylsterets bygning ofte kan genkende larverne ned til familie- og endda slægtsniveau. De anvendte materialer omfatter sandkorn, større fragmenter af sten, bark, pinde, blade, frø og bløddyrsskaller. Disse er pænt arrangeret og klæbet på den ydre overflade af silkerøret. Efterhånden som larven vokser, tilføres der mere materiale fortil, og larven kan vende rundt i røret og trimme bagenden, så den glider bedre langs underlaget.
Huset er åbent i begge ender, larven trækker iltet vand gennem den bageste ende, op over deres gæller og pumper det ud af den bredere, forreste ende. Larverne bevæger sig rundt inde i rørene, og det hjælper til med at opretholde vandstrømmen; jo lavere iltindholdet i vandet er, jo mere aktive skal larverne være. Denne mekanisme gør det muligt for vårfluelarver at leve i vandige miljøer, hvis iltindhold er for lavt til at larver af slørvinger og døgnfluer kan leve der.
- Larve med et transportabel hus lavet af stenfragmenter
- Larve, der dukker op fra et hus lavet af plantemateriale
- Larvehus af en Limnephilidae lavet af afbidte plantestykker
- Larvehus af Limnephilus flavicornis lavet af snegleskaller